# Larinia parangmata
Larinia parangmata là một loài nhện trong họ Araneidae.
Loài này thuộc chi Larinia. Larinia parangmata được Alberto Barrion & James A. Litsinger miêu tả năm 1995.